# Pimelia arabica edomita
Pimelia arabica edomita es una subespecie de escarabajo del género Pimelia, tribu Pimeliini, familia Tenebrionidae. Fue descrita científicamente por Koch en 1940.

## Descripción
Mide 20 milímetros de longitud.

## Distribución
Se distribuye por Egipto.